# ساندي ويلش
ساندي ويلش (بالإنجليزية: Sandy Welch)‏ كاتبة تلفازية وكاتبة سيناريو بريطانية. تخرجت ويلش من مدرسة الأفلام والتلفاز الوطنية.

## روابط خارجية
- ساندي ويلش على موقع IMDb (الإنجليزية)
- ساندي ويلش على موقع ألو سيني (الفرنسية)
- ساندي ويلش على موقع أول موفي (الإنجليزية)
- ساندي ويلش على موقع قاعدة بيانات الفيلم (الإنجليزية)